# Zisterzienserinnenkloster Muysen
Das Zisterzienserinnenkloster Muysen war von 1380 bis 1783 ein Kloster der Zisterzienserinnen, zuerst in Muizen, heute Stadtteil von Mechelen, ab dem 16. Jahrhundert in Mechelen, Erzbistum Mecheln-Brüssel in Belgien.

## Geschichte

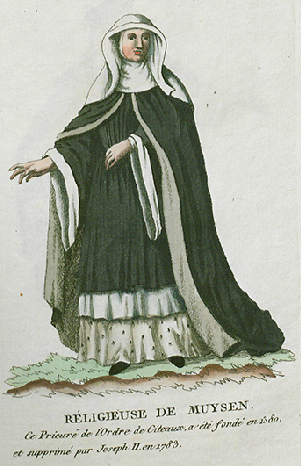
Eine Réligieuse de Muysen des Zisterzienserinnenklosters Muysen, durch Joseph II. in 1783 aufgelöst.

Das 1380 in Muizen am Südostrand von Mecheln gegründete Nonnenkloster Muysen (auch: Prioratus de Musenis) wurde 1396 als Priorat in den Zisterzienserorden aufgenommen. Barbara Cats war von 1538 bis 1553 Priorin. Der Zisterzienser Johannes Dierxlandt aus Kloster Hemiksem starb hier 1560 als Beichtvater der Nonnen, ebenso 1670 Benedictus (Peter) van Thulden (* 1614), der Bruder des Malers Theodoor van Thulden (dessen Werke im Kloster ausgestellt waren). 1578 wurde das Kloster verwüstet; die Nonnen gingen unter Beibehaltung des Klosternamens nach Mecheln, wo das Kloster 1783 aufgelöst wurde.